# Neotrichoppia pseudoconfinis
Neotrichoppia pseudoconfinis är en kvalsterart som beskrevs av Subías och Iturrondobeitia 1980. Neotrichoppia pseudoconfinis ingår i släktet Neotrichoppia och familjen Oppiidae. Inga underarter finns listade i Catalogue of Life.